# 노무라 덴마
노무라 덴마(일본어: 野村 天真, 2001년 6월 27일~)는 일본의 축구 선수이다.

## 구단 경력
그는 J1리그의 세레소 오사카에 입단했다. 2019년 J3리그의 세레소 오사카 U-23에서 뛰었다.